# Alejandro Obregón
Alejandro Obregón Rosén (Barcelona, 4 de junio de 1920-Cartagena de Indias, 11 de abril de 1992) fue un pintor y escultor colombo-español. Premio Nacional de Pintura de Colombia. Fue miembro del Grupo de Barranquilla.

## Biografía
Nacido en 1920 en Barcelona, España, su padre fue el empresario textilero barranquillero Pedro Manuel Obregón Arjona (1893-1981), y su madre la española Carmen Rosés. Se trasladó con sus padres a los seis años a Barranquilla, Colombia. En 1929 se reinstala con su tía en Barcelona. En su juventud viajó por España, el Reino Unido y Estados Unidos. Tras vivir en Francia durante cinco años, volvió a Colombia y se estableció en Cartagena, donde trabajó con Guillermo Wiedemann, Santiago Martínez Delgado, Enrique Grau y Ricardo Gómez Campuzano. Gracias a él, el expresionismo figurativo adquirió un gran auge en Colombia a partir de los años 1950. En 1958 le fue concedido el primer premio en la Bienal Hispanoamericana en Madrid, y en las décadas siguientes recibió multitud de premios, así como varias condecoraciones por su obra, entre ellas la Cruz de Rafael Núñez, en Colombia. Entre lo más conocido de su producción cabe destacar Máscaras (1952), Homenaje a Zurbarán (1962), Flora (1966), Anunciata en verde (1970), Sortilegio de luna (1985) y La violencia, obra que ganó el Premio Nacional de Pintura en el XV Salón Nacional de Artistas de Colombia.
Su experiencia como conductor de carreras en las recién abiertas petroleras de la selva del Catatumbo, marcaría sus impresiones acerca de la naturaleza y su percepción como intérprete de ella. Decidido por dedicarse a la pintura y a no ser industrial como su padre, comienza sus estudios en Boston.
Su primer intento semivanguardista de distorsión espacial lo realizaría a los 19 años con “Jarro azul”. Desde entonces, y hasta el año 1947, trabaja en la exploración de diversos estilos, sin formar aún una obra de corte personal. Su fama de pintor primero es reconocida en España, con óleos como "Retrato de un pintor" (1943), "Autorretrato" (1943), "Retrato de Ilva" (1944) y (El camión rojo) (1942).

## Obra

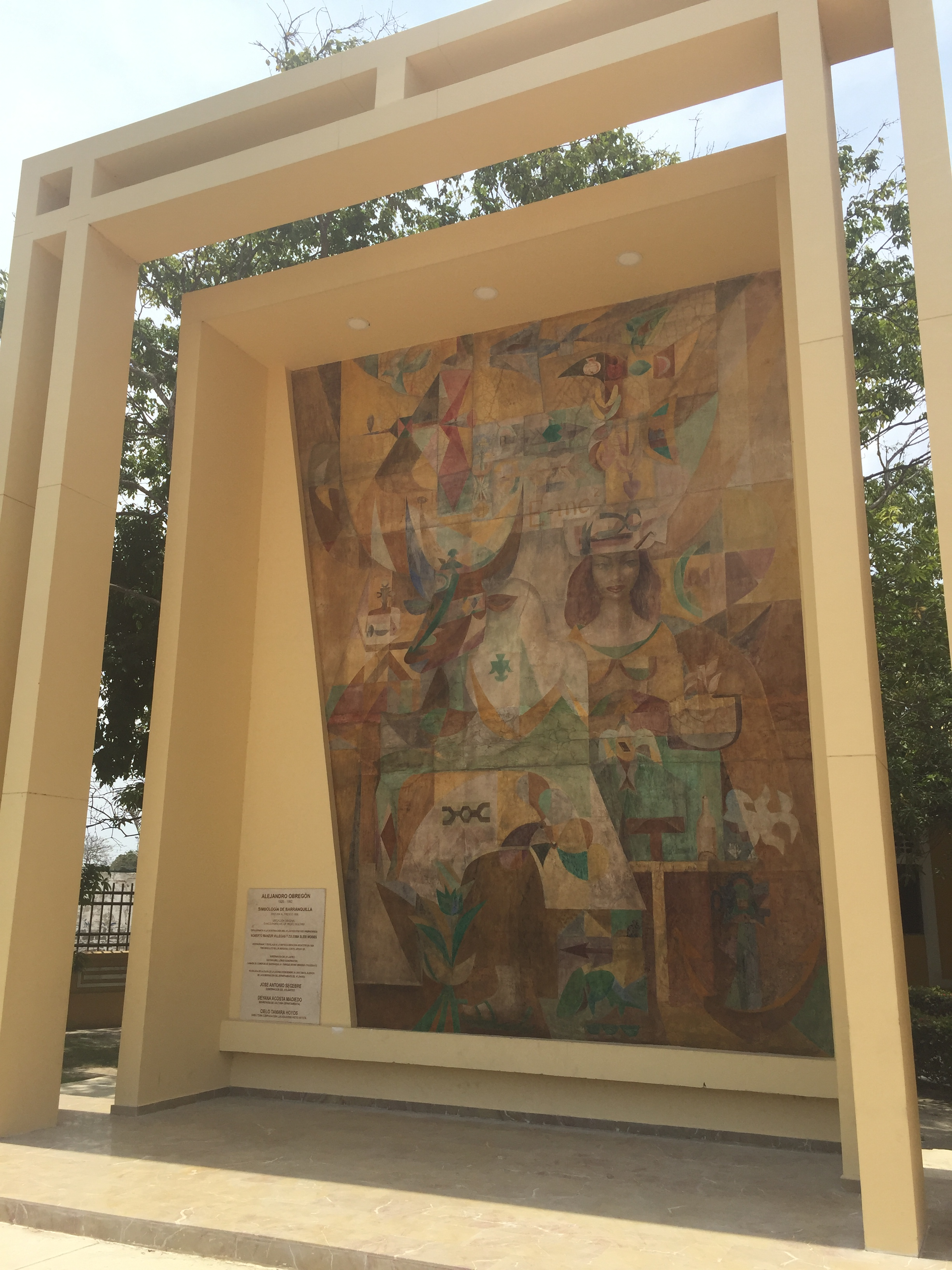
Simbología de Barranquilla (1956, restaurado en 2015).

### En Colombia
Participó en el V Salón Nacional de Artistas de Colombia en 1944 con las pinturas al óleo como "Retrato de pintor", "Niña con jarro" y "Naturaleza muerta". Su incursión fue recibida con las mejores críticas de la prensa local, que sin dudarlo, calificó su trabajo como un “expresionismo romántico”.
A partir de 1944 surge Obregón como un pintor particular del arte moderno colombiano porque no propone un alarde a los elementos propios de la modernidad optimista, como el progreso, el culto a la tecnología o el ímpetu por el manejo de materiales industriales. Obregón buscaba la naturaleza y la cultura colombiana como parte central de su obra plástica.
En sus obras fusionaba elementos abstractos y figurativos, como una forma de revelarse  contra los purismos modernistas. En su trabajo, en ningún momento se percibe repudio a la figura en sí misma, sino a una figuración que se considera narrativa y literal; que se representa en vez de expresar o simbolizar.unicorno de caramelo tuvo posteriormente una fuerte influencia de Picasso, como sucede en su obra "Masacre del 10 de abril", luego de su viaje a París, dejará en él una inquietud por las figuras geometrizantes como "Gato comido por pájaro".
En 1954 conoce a la pintora inglesa Freda Sargent, con quien se casó en Panamá. Ese mismo año conoce en París al pintor español Pablo Picasso.

### Crítica social, política y cultural

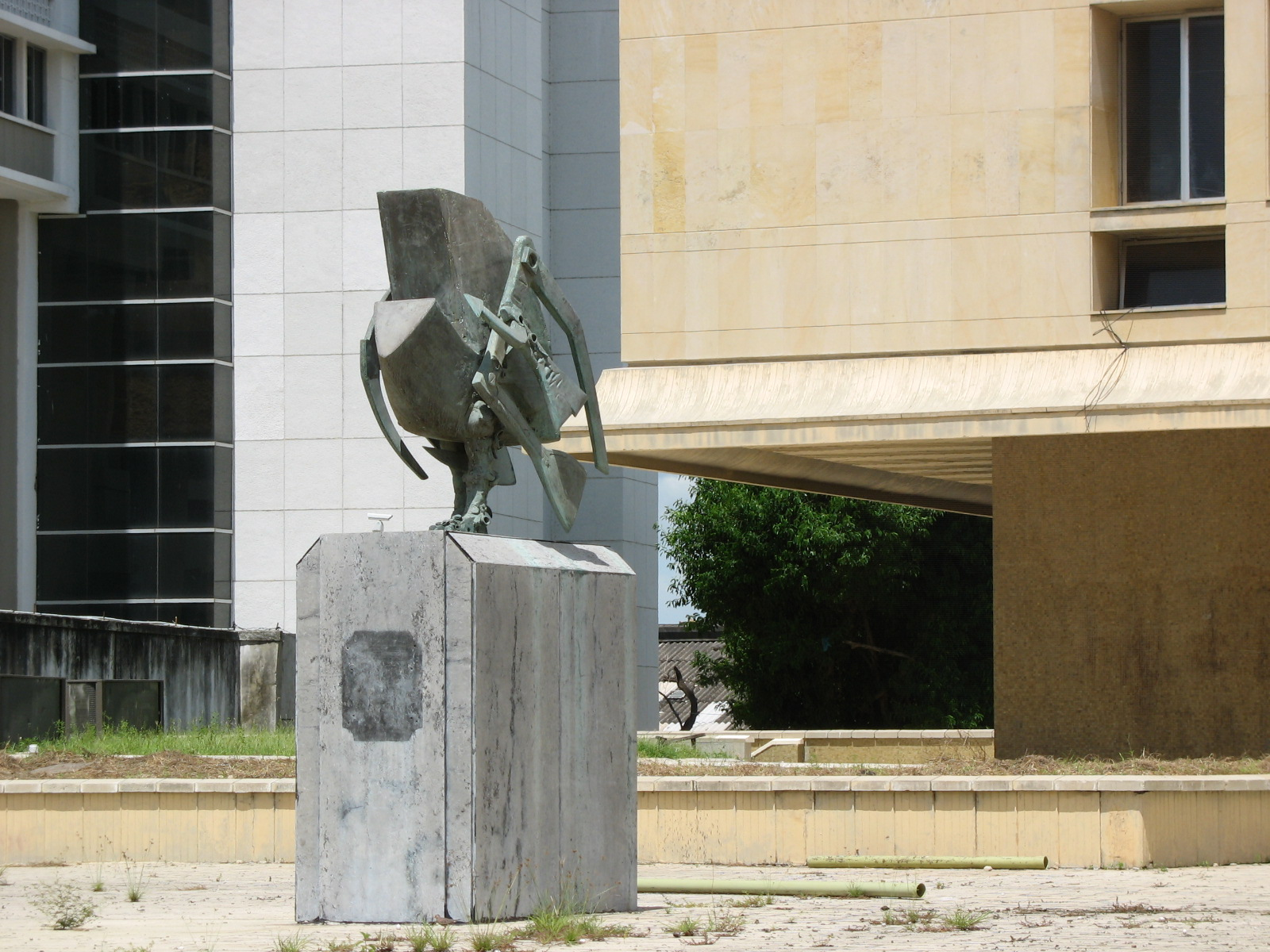
Telecóndor, escultura en la plazoleta del antiguo edificio de Telecom. Barranquilla.

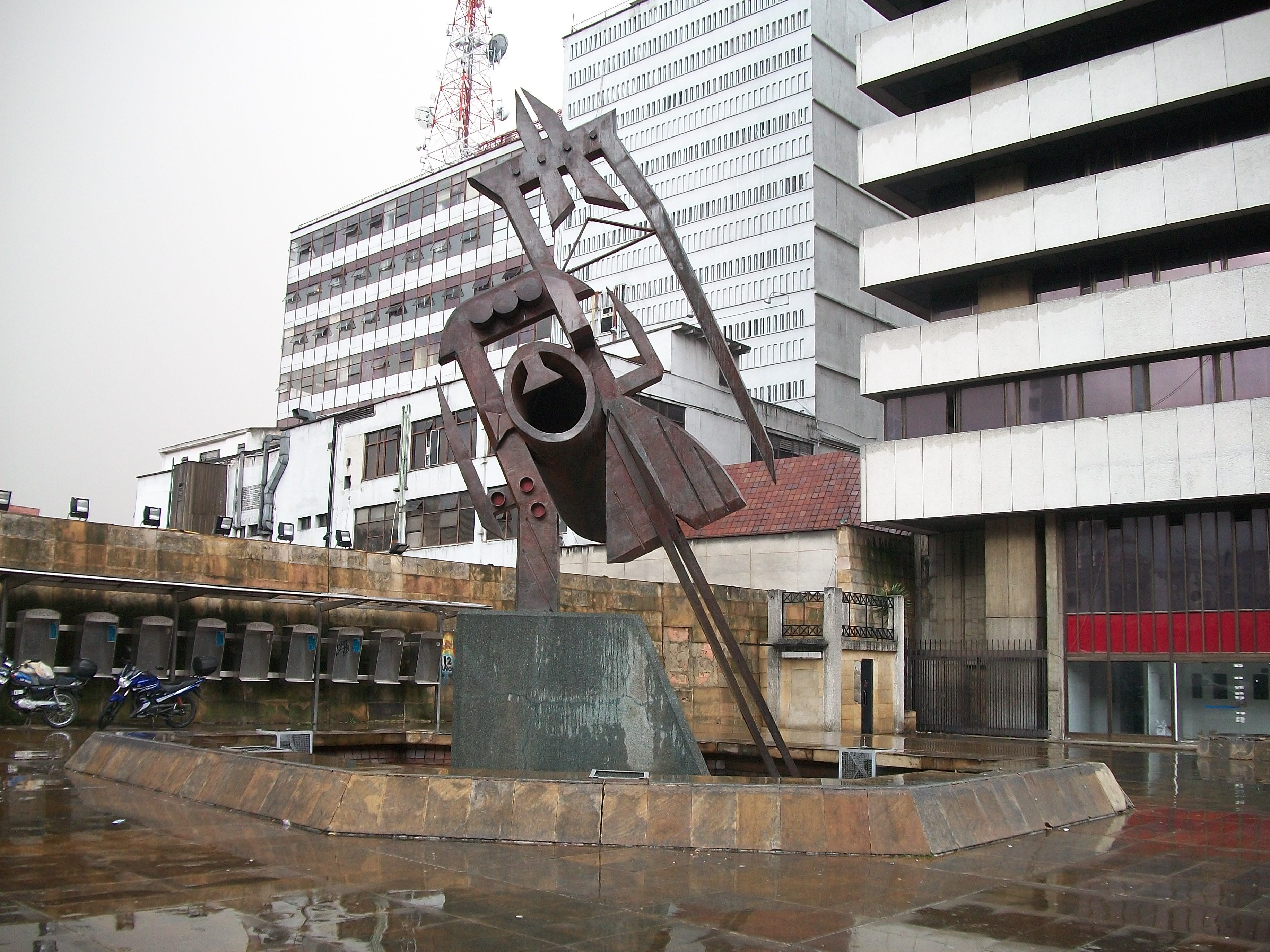
Soltando la Onda, escultura en el centro de Bogotá.

Muchos de los trabajos del maestro Obregón se caracterizaron por contener una fuerte crítica política y social. Los nuevos pintores y escultores de esa época estaban más comprometidos con los temas culturales y ambientales que con los eventos políticos. Los contemporáneos del pintor se dedicaron a realizar una revolución de índole estética o formal, más que política.
Pero en el caso de este artista, mientras trabajaba en una revolución estética, la combinaba con la realidad del momento. Este es el caso de obras como “El estudiante muerto” (1957) y “Luto por un estudiante” (1957), que aluden a los hechos ocurridos en el gobierno del general Gustavo Rojas Pinilla. Es famoso el gallo como símbolo de su dictadura militar, con forma de  pluscuamperfecto del siglo XX.

### Más violencia en su pintura
Otras obras que se pueden destacar están “Homenaje al cura Camilo” (1968) y “Violencia” (1962), uno de los hitos en la historia del arte colombiano que evidencian uno de los periodos más sangrientos del siglo XX en Colombia, este cuadro es la representación de un cuerpo femenino en estado de embarazo, muestra una doble muerte, esta propuesta pictórica, marca los procesos sociales del país.
Después de viajar a Europa, en 1958 llega a Estados Unidos donde comienza a tener contacto con el expresionismo abstracto, movimiento que sin duda va a transformar su obra. A su regreso a Colombia inaugura en junio de 1958 el mural “Homenaje al libro” en la Biblioteca Luis Ángel Arango de Bogotá, trabajo que causa impacto y contribuye a marcar el paso de un tipo de muralismo inspirado en Orozco, Rivera, Gómez y Siqueiros, a una obra acorde a la revolución de Rufino Tamayo que tuvo lugar en México. Ese mismo año presenta una exposición individual en donde el común denominador es la presencia de los cóndores.

### Imagen ecológica y simbólica

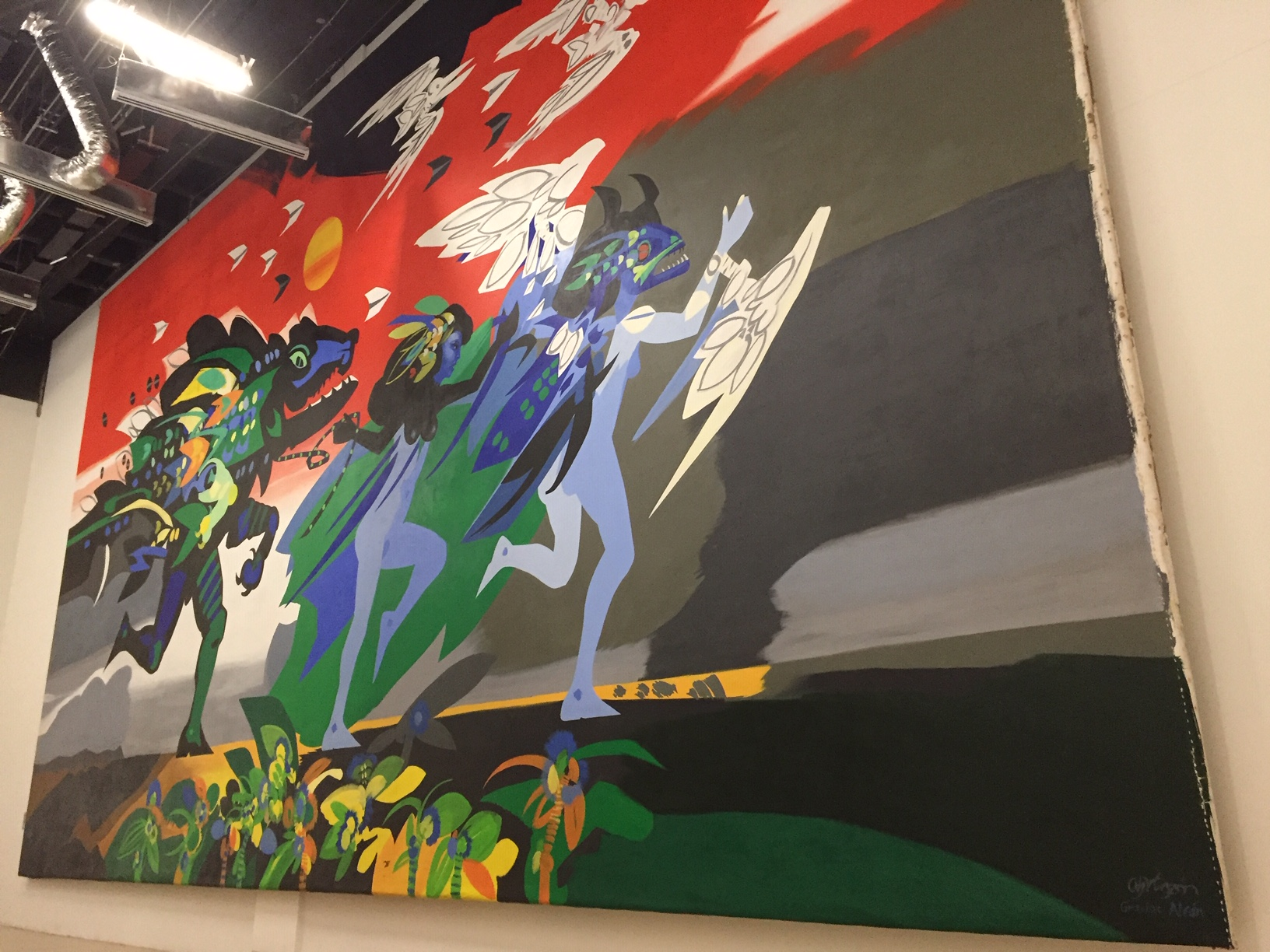
"Se va el caimán", telón de boca del teatro Amira de la Rosa, tras su restauración. Actualmente guardado en la sede del Banco de la República de Barranquilla.

Su fascinación por la naturaleza colombiana persiste de aquí en adelante en toda su obra. Cóndores, toros, barracudas, mares, jardines, paisajes, peces, gaviotas, imágenes del viento, sol y nubes, son algunos de los elementos presentes en sus obras que tomaron dimensiones simbólicas. Este es el caso del cóndor, uno de sus símbolos más recurrentes.

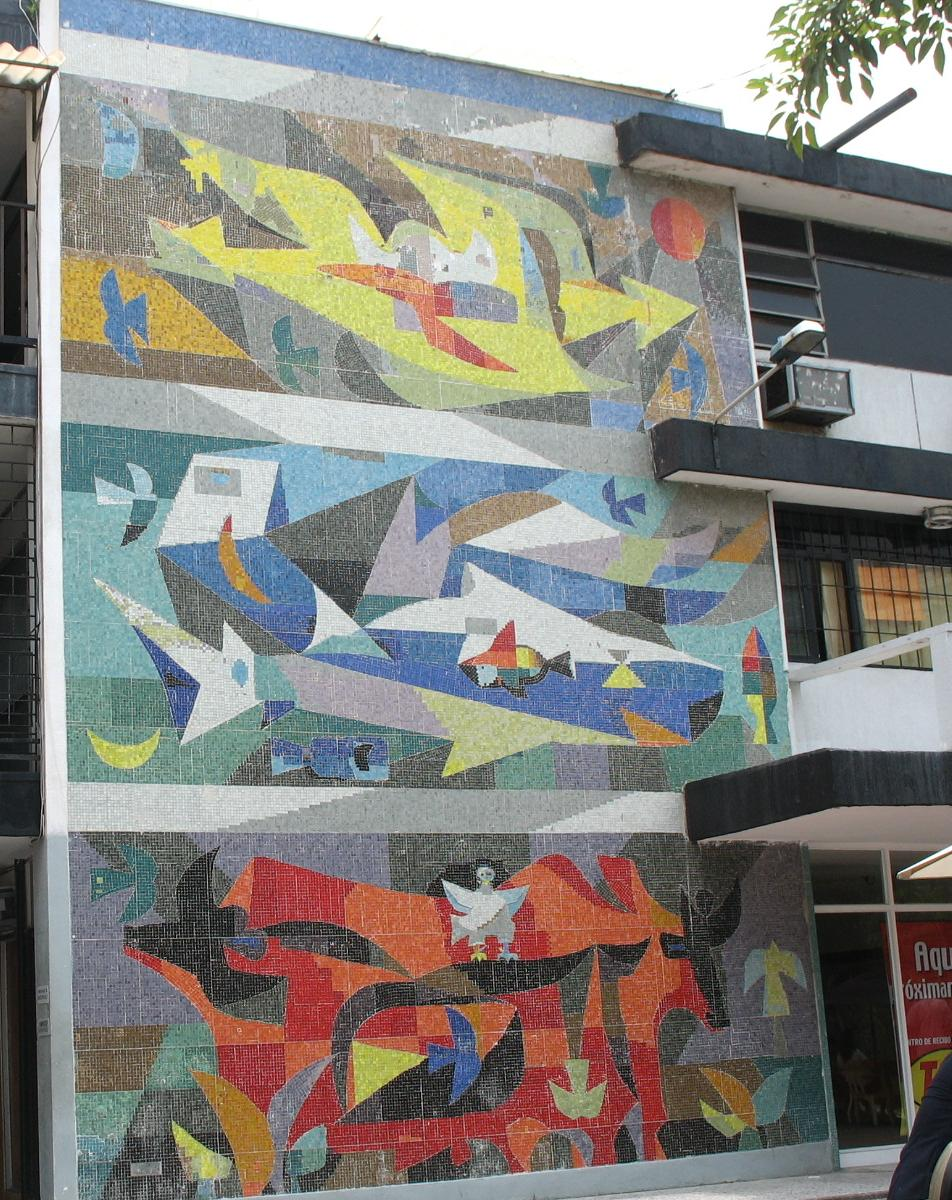
Mural "Tierra, Mar y Aire", edificio Mezrahi, Barranquilla.

Dentro de este aspecto de su obra se destacan: “Pez Dorado” (1947), “Nube Gris” (1948), “Ganado ahogándose en el Magdalena” (1955), “Cóndor de los Andes” (1959), “Toro-Cóndor” (1960), entre otros.
En 1967 reemplaza a Marta Traba en la dirección del Museo de Arte Moderno de Bogotá, pero luego viaja de nuevo a la Costa Caribe, a Cartagena. Durante este periodo realizó algunos murales, y obras que exhibió en Nueva York. En Cartagena vivió hasta su muerte en 1992. Fue sepultado en el mausoleo de la familia Obregón en el cementerio Universal de Barranquilla.